# Cheta
Cheta est un woreda de la zone Keffa de la région Éthiopie du Sud-Ouest. Ce district a 32 619 habitants en 2007. Son centre administratif est Shama.
L'origine du district remonte à la province Chetta de l'ancien royaume de Kaffa.
Shama se situe une cinquantaine de kilomètres au sud de la capitale régionale Bonga vers 2 000 m d'altitude.
Le district est bordé à l'ouest par Decha, au nord par Telo et à l'est par Konta.
D'après le recensement national de 2007, le district compte 32 619 habitants dont 4 % de citadins qui sont les 1 467 habitants de Shama. La majorité des habitants (77 %) sont orthodoxes, 16 % sont de religions traditionnelles africaines, 4 % sont protestants et 1 % sont musulmans.
En 2022, sa population est estimée à 44 479 personnes avec une densité de population de 65 personnes par km2 et 686 km2 de superficie.